# Буланиха (Буланихинский сельсовет)
Буланиха — село в Зональном районе Алтайского края, Россия. Административный центр Буланихинского сельсовета.

## Географическое положение
Село Буланиха расположено в юго-восточной части региона, в северо-западной части района, в пределах Бийско-Чумышской возвышенности, на берегах реки Буланиха, в 43 км от города Бийска.
Село находится в юго-восточной части землепользования хозяйства. Территория, окружающая село, представляет собой пахотные земли. Река, протекая через село, делит его на две примерно равные кварталы.

## История
- 1778 год — образование села
- XIX век: село становится административным центром Бийской волости (Бийский уезд, Томская губерния), чему способствовало бурное развитие капитализма на Алтае, прокладка железных дорог и крестьянские Столыпинские реформы.
- С июня 1917 года Бийская волость в составе Бийского уезда Алтайской губернии.
- С лета 1918 года эскалация Гражданской войны в Сибири. В период с осени 1918 по осень 1919 идут мобилизации крестьян в Сибирскую армию. В её тылу на Алтае развёртывается красное партизанское движение. Власть белых низвергнута наступающей Красной армией в декабре 1919.
- В марте 1920 года сформирован Буланихинский сельсовет и Буланихинский волисполком — первые органы советской власти. Сельскохозяйственное производство начинает переходить от единоличных крестьянских хозяйств к объединениям крестьян — коммунам.
- С мая 1925 года волости преобразованы в районы единого Сибирского края.
- В 1928 г. в Буланихе начинают создаваться колхозы. Первыми руководителями колхозов были избраны Андрей Ефимович Березовский, Степан Егорович Фоминский, Василий Яковлевич Шишкин. В это же время из краевого центра поступает команда приступить к раскрестьяниванию: в ближайшие 5 лет спецотрядами все крепкие и сильные крестьянские семьи лишаются урожая, движимой и недвижимой собственности и, в массе своей, высылаются в суровый северный Нарымский край. Село меняет облик от крестьянского сельхозпроизводства на производство в рамках колхозов, не имеющих права на собранный урожай.
- В 1930 году район же переподчинён Западно-Сибирскому краю. В селе Буланиха в тот же год в создана машинно-тракторная станция по централизованному тракторному обслуживанию нескольких окрестных колхозов.
- В 1932 была закончено строительство участковой больницы.
- В 1936 в колхозы прибыли первые комбайны. Работала средняя школа и пять начальных школ (две в посёлках Парижская Коммуна, Малиновка).
- В 1937 году из южной части территорий Западно-Сибирского края вновь создан Алтайский край, в состав которого вошла территория района.
- В 1939 в Буланиху перевели из Славгорода училище механизации сельского хозяйства, которое до 1947 называлось «Краевой школой». Училище стало готовить трактористов, комбайнёров, бригадиров.

- В Великую Отечественную войну 1941—1945 гг. ушли сражаться на фронт из села около 600 человек.

- В 1957 г. колхозы «им. Молотова», «Власть труда» и « Парижская Коммуна» снова объединились — на основе трёх колхозов был создан один укрупнённый — «Власть труда». Теперь это было одно из самых крупных коллективных хозяйств в Зональном районе. Улучшилось торговое обслуживание населения, Буланихинский робкооп имел сельмаг, несколько продовольственных, книжных, хозяйственных и др. магазины. Совхоз «Власть труда» продолжал развиваться и в восьмидесятые годы.

- В 1977 г из слияния нескольких детских садов был образован детский сад «Пчёлка».

## Население
| 1997  | 1998  | 1999  | 2000  | 2001  | 2002  | 2003  | 2004  | 2005  |
| ----- | ----- | ----- | ----- | ----- | ----- | ----- | ----- | ----- |
| 2461  | ↗2481 | ↗2499 | ↗2545 | ↗2565 | ↘2510 | ↘2502 | ↘2490 | ↘2485 |
| 2006  | 2007  | 2008  | 2009  | 2010  | 2011  | 2012  | 2013  |       |
| ↘2429 | ↘2395 | ↗2419 | ↗2426 | ↘2408 | ↗2413 | ↗2460 | ↗2463 |       |

Национальный состав
Согласно результатам переписи 2002 года, в национальной структуре населения русские составляли 88 % от 2489 чел.
Проживают в селе Буланиха 2632 человек. Национальный состав села: русские, казахи, украинцы, алтайцы, немцы, кумандинцы, армяне, татары, киргизы и т. д. В селе в настоящее время проживают: пенсионеров — 612 чел., в том числе тружеников тыла 59 человек. На 01.01.2008 г. самая старая жительница — Стулова Мария Ефимовна (102).

## Известные уроженцы
Шанин, Михаил Васильевич (1924—2007) — полный кавалер ордена Славы.

## Инфраструктура
Объекты социальной сферы
- Дом культуры на 400 мест.
- Детсад на 76 мест. (2013)
- Буланихинская средняя школа имени Михаила Михайловича Мокшина.
- Буланихинская библиотека.
- Буланихинская участковая больница.

## Транспорт
Посёлок доступен автомобильным и железнодорожным транспортом.
С села начинается автодорога регионального значения «Буланиха — станция Буланиха — Боровлянка — Уткино — Клепиково — река Обь» (идентификационный номер 01 ОП РЗ 01К-58).
Ближайшая железнодорожная станция — Буланиха.